# Libertyville (Alabama)
Libertyville es un pueblo ubicado en el condado de Covington en el estado estadounidense de Alabama. En el censo de 2000, su población era de 106.

## Demografía
En el 2000 la renta per cápita promedia del hogar era de $ 19.750$, y el ingreso promedio para una familia era de 37.500$. El ingreso per cápita para la localidad era de 26.427$. Los hombres tenían un ingreso per cápita de 17.917$ contra 19.250$ para las mujeres.

## Geografía
Libertyville está situado en 31°14′38″N 86°27′36″O / 31.24389, -86.46000 (31.243844, -86.459962)
Según la Oficina del Censo de los EE. UU., la ciudad tiene un área total de 0.52 millas cuadradas (1.35 km²).